# Кинг Конг Бънди
Кристофър Алан „Крис“ Палис е американски професионален кечист, стенд-ъп комик и актьор, по-добре познат под сценичното си име Кинг Конг Бънди.
Постига основното си признаване в World Wrestling Federation (WWF, сега WWE) през 1980-те и 1990-те: оглавява КечМания 2 през 1986 г. срещу Хълк Хоуган в мач в стоманена клетка за Световната титла в тежка категория на WWF, на КечМания 11 през 1995 г. Палис е 4-та жертва на непобедимата серия на КечМания на Гробаря.

## В кеча
- Финални ходове
  - Avalanche Splash/Atlantic City Avalanche (Body avalanche)[1][4][5]
  - Big splash[1]
- Ключови ходове
  - Силово тръшване[1]
  - Elbow drop[1]
  - Knee drop[6]
  - Shoulder block[1]
  - Sidewalk slam
- Прякори
  - Ходещия Кондоминиум
- Мениджъри
  - Джими Харт[7]
  - Боби Хийнан[8]
  - Тед Дибиаси[9]
  - Кени Казанова[10]
- Входни песни
  - „Love and Marriage“ на Франк Синатра (NWA Jersey)[11]
  - „Fat“ на Weird Al Yankovic (Juggalo Championship Wrestling)[12]

### Титли и постижения
- AWA Superstars of Wrestling
  - Суперзвезда в кеча шампион в тежка категория на AWA (1 път)
- Continental Wrestling Association
  - Южняшки шампион в тежка категория на NWA/AWA (1 път)
  - Южняшки Отборен шампион на NWA/AWA (1 път) – с Рик Руд
- Georgia Championship Wrestling
  - Национален Отборен шампион на NWA (1 път) – с Маскираната суперзвезда
- International Pro Wrestling
  - Шампион в тежка категория на IPW (1 път)
- International Wrestling Superstars
  - Шампион на Съединените щати на IWS (1 път)
- Maryland Championship Wrestling
  - Шампион в тежка категория на MCW (1 път)
- NWA New Yor'
  - Шампион в тежка категория на Ню Йорк на NWA (1 път)
- Pro Wrestling Illustrated
  - PWI го класира като # 147 от топ 500 индивидуални кечисти на PWI 500 през 1995.
  - PWI го класира като # 124 от топ 500 индивидуални кечисти на PWI Years през 2003.
- Top Rope Wrestling
  - Шампион в тежка категория на TRW (1 път)
- World Class Championship Wrestling
  - Американски шампион в тежка категория на NWA (2 път)
  - Американски Отборен кечист на NWA (2 пъти) – с бил Ъруин (1) и Бъгси Макгау (1)
- WWE|World Wrestling Federation
  - Боби Хийнан наградата за стипендия с Хаку, Тама, Андре Гиганта, Херкулес и Харли Рейс
  - Награди „Слами“ (1 път)
    - Най-еволюционен (за 1994|1994) – равенство с Горила Мансун
- World Wide Wrestling Alliance
  - Шампион в тежка категория на WWWA (1 път)